# Nicholas Pileggi

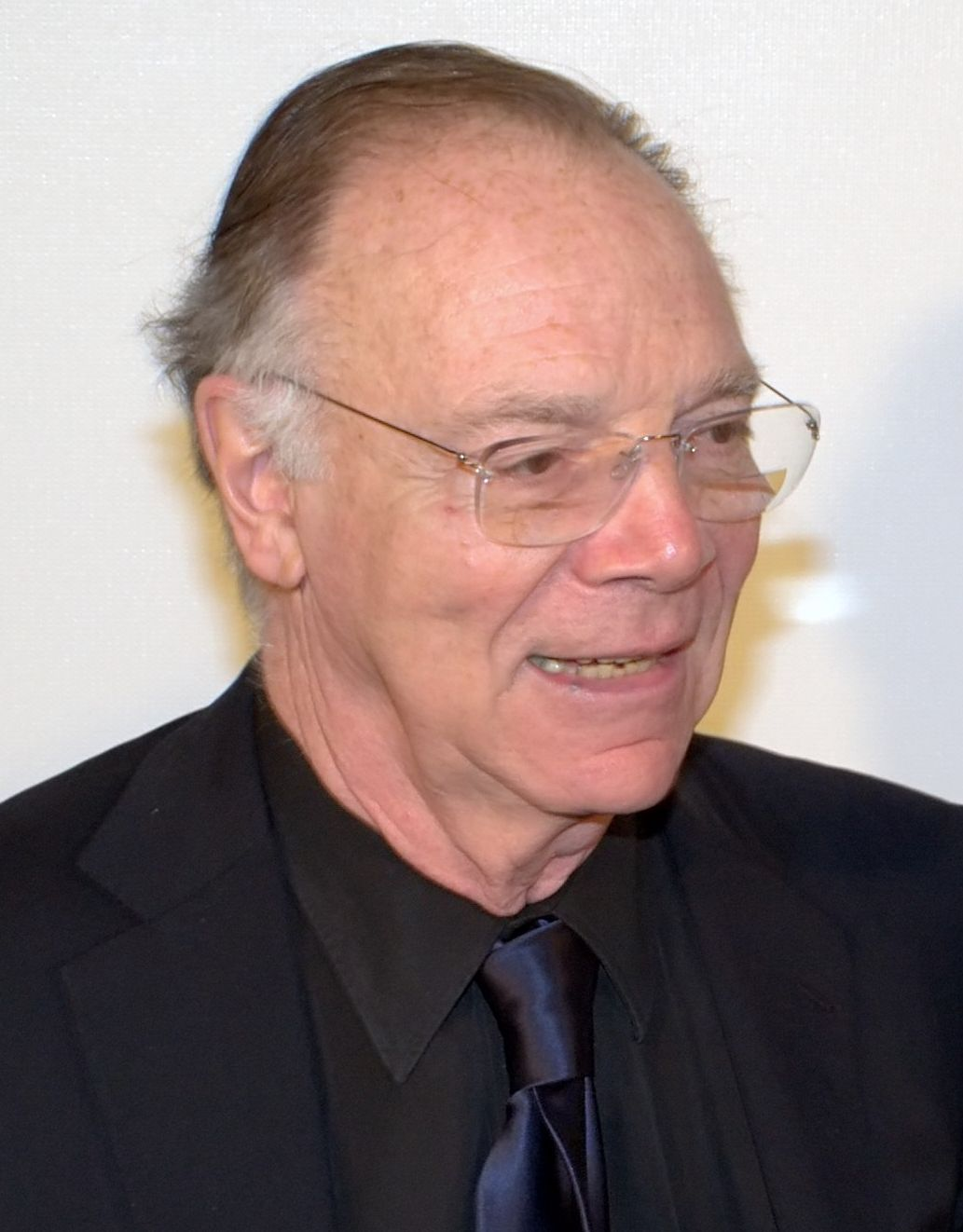
Nicholas Pileggi, 2010

Nicholas „Nick“ Pileggi (* 22. Februar 1933 in New York City, New York) ist ein US-amerikanischer Journalist, Schriftsteller und Drehbuchautor.

## Leben und Wirken
Als sein wichtigstes Werk gilt das 1986 veröffentlichte Wise Guy. Es wurde 1990 von Martin Scorsese unter dem Titel GoodFellas – Drei Jahrzehnte in der Mafia verfilmt. Die gemeinsame Arbeit am Drehbuch brachte den beiden eine Oscar-Nominierung in der Kategorie Beste Drehbuchadaption sowie weitere Filmpreise und Nominierungen für Filmpreise ein. Scorsese verfilmte außerdem 1995 Pileggis Buch Casino, welches die Karriere Frank Rosenthals in Las Vegas erzählt.
Mit Michael Hayes – Für Recht und Gerechtigkeit und (1997/1998) und  Vegas schuf Pileggi auch zwei Fernsehserien.
An dem Film American Gangster aus dem Jahr 2007 war Pileggi als ausführender Produzent beteiligt.
Nicholas Pileggi war seit 1987 mit der 2012 verstorbenen Drehbuchautorin Nora Ephron verheiratet.

## Filmografie
- 1990: GoodFellas – Drei Jahrzehnte in der Mafia (Buch/Drehbuch)
- 1994: Loyalty & Betrayal: The Story of the American Mob (Drehbuch)
- 1995: Casino (Buch/Drehbuch)
- 1996: City Hall  (Drehbuch)
- 2007: Kings of South Beach (Drehbuch/Produzent)
- 2007: American Gangster (Ausführender Produzent)
- 2025: The Alto Knights (Drehbuch)

## Auszeichnungen
- 1990: Chicago Film Critics Association Award – Bestes Drehbuch (gemeinsam mit Martin Scorsese für Goodfellas)
- 1991: BAFTA Award – Bestes adaptiertes Drehbuch (Goodfellas)
- 1991: Oscar – Nominierung für das beste Drehbuch (Goodfellas)
- 1991: Golden Globe – Nominierung für das beste Drehbuch (Goodfellas)

## Werke
- Wise guy (deutsch: Der Mob von innen: ein Mafioso packt aus). Ullstein, Frankfurt/Main, Berlin 1989, ISBN 3-548-34606-5.
- Casino: Roman. Droemer Knaur, München 1996, ISBN 3-426-60439-6.